# Somatocleptes
Somatocleptes is een kevergeslacht uit de familie van de boktorren (Cerambycidae). De wetenschappelijke naam van het geslacht werd voor het eerst geldig gepubliceerd in 1947 door Breuning.

## Soorten
Somatocleptes omvat de volgende soorten:
- Somatocleptes apicicornis (Fauvel, 1906)
- Somatocleptes ovalis Breuning, 1947